# Strom Thurmond
Pour les articles homonymes, voir Thurmond.
James Strom Thurmond, né le 5 décembre 1902 à Edgefield (États-Unis) et mort le 26 juin 2003 dans la même ville, est un avocat, militaire et homme politique américain, membre du Parti démocrate de 1933 à 1964 puis du Parti républicain jusqu'à sa mort.
Il est notamment gouverneur de Caroline du Sud de 1947 à 1951, candidat à la présidence des États-Unis en 1948 sous la bannière d'un éphémère « parti démocrate pour les droits des États » afin de défendre la ségrégation raciale et sénateur au Congrès des États-Unis de 1955 à 2003 pour la Caroline du Sud. Il est par ailleurs secrétaire du Comité judiciaire du Sénat de 1981 à 1987.

## Biographie

### Jeunesse
Strom Thurmond est né le 5 décembre 1902 à Edgefield en Caroline du Sud.
Diplômé en horticulture, il est d'abord agriculteur avant de devenir enseignant, puis en 1929 superintendant à l'éducation du comté d'Edgefield.
Parallèlement avec son père, il étudie le droit avec succès et est admis en 1930 au barreau de Caroline du sud, puis sert de 1930 à 1938 en tant qu'attorney du comté et de la ville d'Edgefield. En 1933, il est élu au sénat de Caroline du Sud sous l'étiquette du Parti démocrate.
À l'entrée en guerre des États-Unis en 1941, il rejoint l'armée américaine, où il sert au sein de la section des affaires civiles au quartier général de la 1re armée. Il participe au débarquement en Normandie en 1944 avec la 82e division aéroportée et termine la guerre avec le grade de Lieutenant-colonel.
Il était aussi un membre important de la franc-maçonnerie.

### Carrière politique

#### Gouverneur  Caroline du Sud et présidentielle de 1948
En 1946, Strom Thurmond, revenu à la vie civile, est élu gouverneur de Caroline du Sud, poste qu'il conserve jusqu'en 1951.
En 1948, bien que démocrate, il se présente à l'élection présidentielle contre le président sortant Harry S. Truman, sous l'étiquette d'un « parti démocrate pour les droits des États »" créé pour l'occasion. Il défend alors âprement le système ségrégationniste du Sud. Il n'obtient alors que 2,41 % des suffrages exprimés à l'échelle nationale mais arrive en tête du scrutin dans quatre États du Deep South : la Louisiane (49 %), la Caroline du Sud (71 %), l'Alabama (79 %) et le Mississippi (87 %), ce qui lui confère 38 voix au collège électoral, auxquelles vient s'ajouter celle de Preston Parks (en), un électeur déloyal du Tennessee.

#### Au Sénat (1955-2003)
En 1954, après l'échec d'une première tentative, Strom Thurmond, se présentant en candidat write-in, est élu lors d'une nouvelle élection sénatoriale contre Edgar Allan Brown (en), le candidat officiel du Parti démocrate.
En 1956, il est l'auteur du Manifeste du Sud pour protester contre la décision de la Cour suprême des États-Unis, laquelle a déclaré la ségrégation dans les écoles publiques anticonstitutionnelle (Brown v. Board of Education). Ce manifeste sera signé par 101 membres du Congrès américain, issus des États du Sud. En 1957, il prononce le plus long discours de l'histoire du Sénat américain (24 heures et 18 minutes) pour fustiger un amendement sur les droits civiques. Son record est battu le 1er avril 2025 par le sénateur Cory Booker.
En 1964, Strom Thurmond quitte définitivement le Parti démocrate pour rejoindre le Parti républicain en pleine résurrection dans le Deep South et participe activement à la campagne présidentielle de Barry Goldwater contre Lyndon B. Johnson.
Strom Thurmond participe également à la « stratégie sudiste » mise au point par les républicains pour récupérer l'électorat blanc en déshérence après le changement d'orientation de la politique nationale du Parti démocrate. Cette stratégie et la candidature du gouverneur démocrate George Wallace, en tant que dissident, aboutissent au succès de Richard Nixon à l'élection présidentielle de 1968.
Durant les années 1970, il modère quelque peu son rapport à l'intégration des Noirs et devient un des premiers sénateurs d'un État du Sud a employer un assistant afro-américain. Il soutient néanmoins le droit des États du Sud à plus d'autonomie sur ces questions mais appuie l'élection de juges afro-américains. En 1983, il vote en faveur de l'instauration d'un jour férié en l'honneur de Martin Luther King.
Selon sa biographe Nadine Cohodas, bien qu'il n'ait jamais été le stratège en chef ni le tacticien le plus astucieux pour la cause du Sud blanc, il en a été le plus énergique, consistant et audible défenseur. Ayant été actif et visible sur la scène politique de l’État pendant plus de soixante ans, il aurait, selon cet auteur, joué un rôle notable dans deux dossiers : la révolution dans les rapports de races, qu’on peut constater dans les évolutions des droits des afro-américains, et le réalignement des deux grands partis dans le Sud.
Cohodas dit que Strom Thurmond s’est toujours vu comme étant un sénateur se plaçant « du côté du peuple ». Or le peuple qui l’élisait au début de sa carrière était exclusivement blanc. Quand le vote a été acquis par les Afro-américains, à partir de 1965 et en tout cas à partir du 18 juin 1982, date à laquelle il a voté au Sénat l’extension des droits de vote, il a considéré que le peuple était les électeurs de Caroline, ce qui inclut les électeurs noirs.
En 1998, il est décoré sur la colline du Capitole pour son courage et son patriotisme.

### Retraite et mort
Strom Thurmond prend sa retraite du Sénat en janvier 2003. Il est alors âgé de 100 ans et a passé 48 années à représenter la Caroline du Sud, établissant un record national, qui sera cependant battu par Robert Byrd quelques années plus tard.
Son départ est précédé d'une polémique qui contraint le sénateur Trent Lott, qui lui avait rendu hommage lors d'un discours, à démissionner de son poste de chef de la majorité républicaine pour cause d'apologie de la ségrégation.
Strom Thurmond meurt le 26 juin 2003 et est enterré au cimetière d'Edgefield.

### Mariage et descendance

#### Mariages
En 1947, il épouse Jean Crouch (1926-1960), sa cadette de 24 ans, de laquelle il n'aura pas d'enfants.
Le 22 décembre 1968, ce veuf de 66 ans se remarie avec Nancy Janice Moore (1946-), sa cadette de 44 ans, de laquelle il aura quatre enfants nés entre 1971 et 1976 et dont l'aînée, Nancy Moore Thurmond, est morte dans un tragique accident de la route à Columbia en 1993.

#### Fille naturelle
Après sa mort, un secret de famille est révélé au public : Strom Thurmond avait une autre fille, métisse, Essie Mae Washington-Williams (1925-2013), qu'il avait eue avec Carrie Butler (1909-1947), la domestique noire de la famille Thurmond alors âgée de 15 ans, quand lui-même en avait 22.
Strom Thurmond, le ségrégationniste, n'a jamais manqué au cours de sa vie de veiller à ce que cette fille aînée, enseignante, reçoive une éducation convenable et ne manque de rien. Elle est officiellement reconnue par les autres enfants du vieux sénateur. Le nom de sa fille naturelle a depuis été ajouté à la liste de ses enfants sur le socle de sa statue dressée devant le capitole de Caroline du Sud.